# Jonas Åkerlund
Pour les articles homonymes, voir Åkerlund.
Jonas Åkerlund né le 16 novembre 1966 à Stockholm, en Suède, est réalisateur de vidéoclips musicaux et de films. Il est également le batteur du groupe Bathory. En tant que réalisateur de vidéoclips, il est principalement connu pour son style fantaisiste et féerique et pour la durée de ses clips, qui s'approchent de la forme du court-métrage ou du mini film.

## Biographie
En 1983, Jonas Åkerlund commence sa carrière artistique en tant que batteur du groupe de black metal suédois Bathory. 
À la suite de son départ du groupe, il réalisa des clips pour des artistes suédois tels que Roxette puis se lança dans une carrière internationale. En 1998, il réalise le clip pour Madonna de Ray of Light qui a reçu le Grammy Awards du meilleur vidéoclip et le MTV Video Music Awards du vidéoclip de l'année. 
Cette reconnaissance l'amena par la suite à travailler avec de grandes vedettes internationales telles que Metallica, Christina Aguilera, U2, The Prodigy, Pink et Lady Gaga pour qui il réalise Telephone qui reçoit le MTV Video Music Awards de la meilleure collaboration en apparaissant également sur la liste des meilleurs clips de l'histoire du magazine musical NME. Il a réalisé le clip Try Try Try des Smashing Pumpkins et plus récemment celui de Dangerous, de David Guetta. Son œuvre la plus controversée à ce jour est Pussy de Rammstein.
Jonas Åkerlund a aussi réalisé des annonces publicitaires pour des chaînes de télévisions suédoises, ainsi que plus tard un court métrage publicitaire avec Marion Cotillard pour le sac Lady Dior.

## Vidéographie
1988
Bewitched de Candlemass
1992
Så länge det lyser mittemot de Marie Fredriksson
Mellan sommar och höst de Marie Fredriksson
Shame, Shame, Shame d'Izabella Scorupco
1993
Fingertips '93 de Roxette
1994
Run To You de Roxette
1995
A la ronde de Sinclair
Vulnerable de Roxette
Pay For Me de Whale
1996
June Afternoon de Roxette
She Doesn't Live Here Anymore de Roxette
Un Dia Sin Ti for Roxette
1997
Do You Wanna Be My Baby? de Per Gessle
James Bond Theme de Moby
Kix de Per Gessle
I Want You To Know de Per Gessle
Smack My Bitch Up de The Prodigy
1998
Ray of Light de Madonna
My Favourite Game de The Cardigans
Turn the Page de Metallica
1999
Whiskey in the Jar de Metallica
Wish I Could Fly de Roxette
Canned Heat de Jamiroquai
Anyone de Roxette
Corruption de Iggy Pop
2000
The Everlasting Gaze de The Smashing Pumpkins
Music de Madonna
Porcelain de Moby
Try, Try, Try de The Smashing Pumpkins
Beautiful Day de U2
Black Jesus de Everlast
Still de Macy Gray
2001
Gets Me Through de Ozzy Osbourne
Walk On de U2
The Centre of the Heart de Roxette
2002
A Thing About You de Roxette
Lonely Road de Paul McCartney
Fuel For Hatred de Satyricon
Me Julie de Ali G et Shaggy
If I Could Fall In Love de Lenny Kravitz
Beautiful de Christina Aguilera
Beautiful Day (deuxième version) de U2
American Life de Madonna
Good Boys de Blondie
True Nature de Jane's Addiction
Come Undone de Robbie Williams
Sexed Up de Robbie Williams
2004
I Miss You de blink-182
Aim 4 de Flint
Tits On The Radio de Scissor Sisters
2006
Rain Fall Down de The Rolling Stones
Jump de Madonna
One Wish de Roxette
Mann gegen Mann de Rammstein
Country Girl de Primal Scream
2007
Wake Up Call de Maroon 5
Good God de Anouk
Same Mistake de James Blunt
Watch Us Work It de Devo
2008
No. 5 de Hollywood Undead
Undead de Hollywood Undead
Sober de P!nk
2009
Paparazzi de Lady Gaga
When Love Takes Over de David Guetta et Kelly Rowland
We Are Golden de Mika
Celebration de Madonna
Pussy de Rammstein
Fresh Out the Oven de Jennifer Lopez
Ich tu dir weh de Rammstein
2010
Telephone de Lady Gaga et Beyoncé
2011
Hold It Against Me de Britney Spears
Who's That Chick de David Guetta ft. Rihanna
Moves Like Jagger de Maroon 5 ft. Christina Aguilera
Mein Land de Rammstein
Girl Panic! de Duran Duran (version longue )
2012
Doom and Gloom des Rolling Stones
2013
O2 Advert de Beyoncé Knowles
Haunted de Beyoncé Knowles
Superpower de Beyoncé Knowles
2014
True Love de Coldplay
Dangerous de David Guetta
2015
Ghosttown de Madonna
Bitch I'm Madonna de Madonna
2016
ManUNkind de Metallica
2017
John Wayne de Lady Gaga
2019
God Control de Madonna

## Filmographie
- 2002 : Spun
- 2006 : Madonna: I'm Going to Tell You a Secret (documentaire)
- 2006 : Madonna: Confessions Tour - Live from London (TV Special)
- 2007 : Madonna: The Confessions Tour (CD/DVD Release)
- 2009 : Les Cavaliers de l'Apocalypse
- 2011 : Small Apartments
- 2017 : Rammstein: Paris
- 2018 : Lords of Chaos
- 2019 : Polar